# سیارک ۵۱۳۳
سیارک ۵۱۳۳ (به انگلیسی: 5133 Phillipadams، نامگذاری:1990PA) پنج هزار و صد و سی و سومین سیارک کشف شده‌است که در ۱۲ اوت ۱۹۹۰ کشف شد.
قدر مطلق سیارک برابر ۱۱٫۵۰ است.